# Kühren
Kühren ist eine Gemeinde im Kreis Plön in Schleswig-Holstein.

## Geografie
Die Gemeinde Kühren  grenzt im Norden an die Stadt Preetz und im Westen an die Gemeinde Löptin; die östliche Grenze zum Stadtgebiet Preetz wird beschrieben durch den Lanker See und das angrenzende Gut Wahlstorf. Im Süden grenzt sie an die Güter Bundhorst und Depenau in der Gemeinde Stolpe.
Die heutige Gemeinde Kühren umfasst in einem wesentlichen Teil das Gebiet des ehemaligen Gutsbezirks Kühren und besteht heute aus drei Ortsteilen: dem ehemaligen Gutshof Kühren (1216 erstmals erwähnt), dem Dorf Kleinkühren (1232 erstmals erwähnt) und dem Dorf Kührsdorf, das 1316 erstmals urkundlich erwähnt wird.

## Politik

### Gemeindevertretung
Bei der Kommunalwahl 2023 errang die Kommunal-Politische-Vereinigung Kühren erneut alle neun Sitze in der Gemeindevertretung. Die Wahlbeteiligung betrug 55,1 Prozent.

### Wappen
Blasonierung: „Von Gold und Blau schräglinks geteilt. Oben drei grüne Kastanienblätter 2 : 1, unten ein silberner Mühlstein.“
Die drei Kastanienblätter im Wappen stehen in ihrer Anzahl für die Gemeindeteile Kühren, Kleinkühren und Kührsdorf, sowie die Laubwälder der Gemeinde. Der Mühlenstein steht für die heute noch erhaltene und denkmalgeschützte historische Kührener Wassermühle und der blaue untere Wappenuntergrund für den Lanker See und den Kührener Teich.

## Verkehr
Im Jahre 1866 wurde die Bahnstrecke Kiel–Lübeck eröffnet, sie streift die Gemarkung Kühren im Osten. Am 24. Dezember 1893 wurde dann ein Haltepunkt für Personenzüge eröffnet, schon wenig später kam ein Ladegleis für Güterzüge hinzu. Die Güterbedienung endete schon um 1960, der letzte Personenzug hielt am 31. Mai 1980. Aus betrieblichen Gründen (gelegentliche Zugkreuzungen) blieb der einsam im Wald liegende Bahnhof noch bis zum 15. November 1985 erhalten. Das alte Bahnhofsgebäude wird heute privat genutzt. Der Bahnhofsweg erinnert bis heute an den ehemaligen Bahnhof.
Der Ort liegt an der Kreisstraße 19 von Preetz nach Kührsdorf. Es besteht eine Busverbindung Richtung Preetz bzw. Richtung Tiefental-Lepahn-Trent.

## Sehenswürdigkeiten

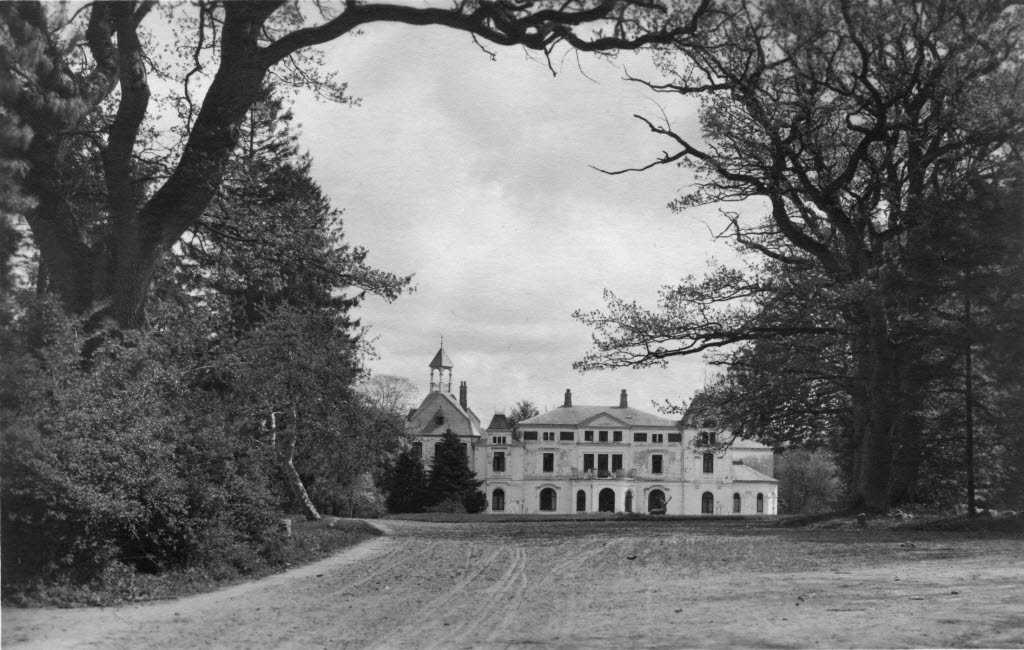
Herrenhaus Kühren (abgerissen)
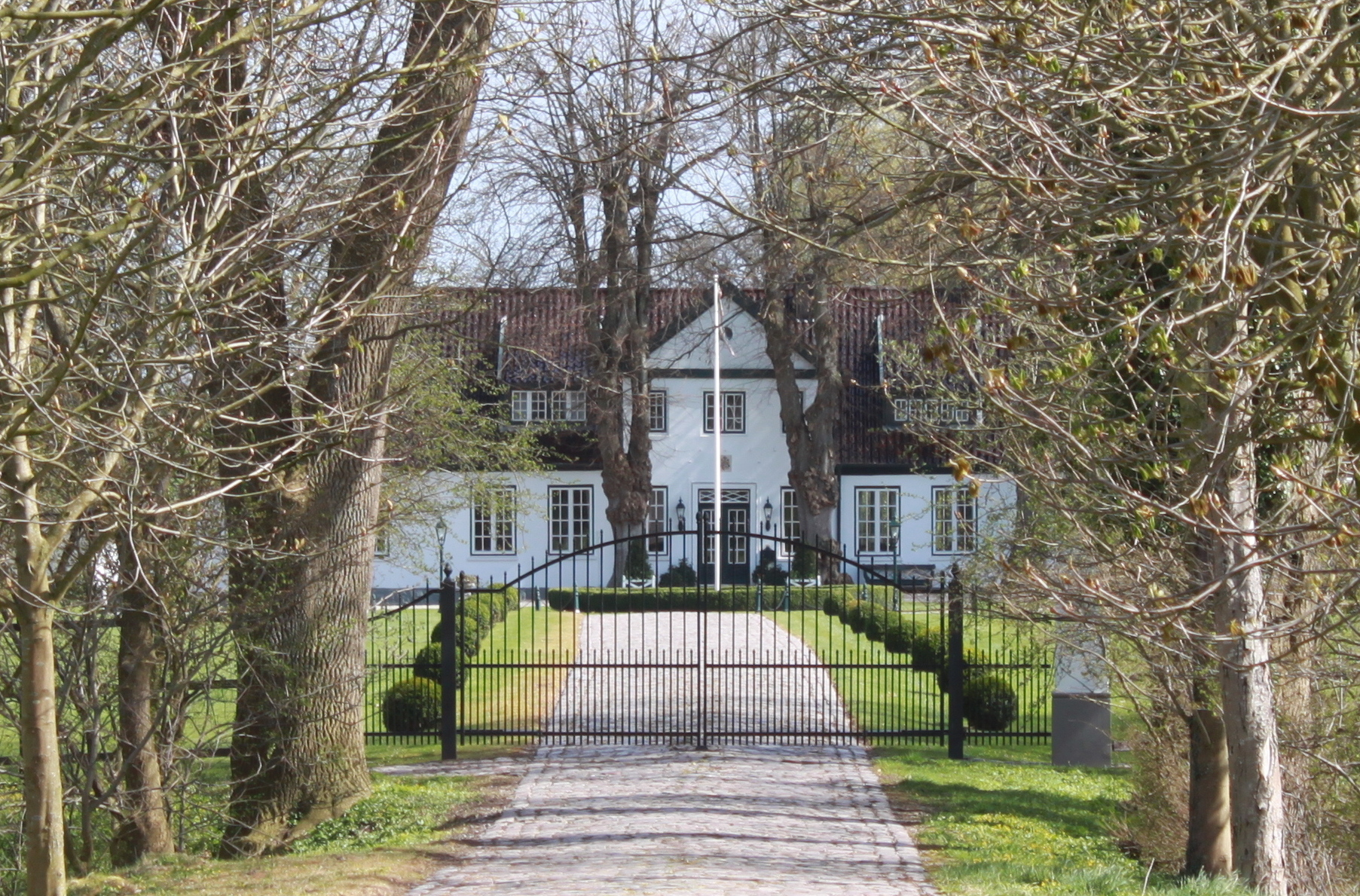
Herrenhaus Wilhelminenhof

In der Liste der Kulturdenkmale in Kühren stehen die in der Denkmalliste des Landes Schleswig-Holstein eingetragenen Kulturdenkmale.
Die Adeligen Güter Kühren (mit einer Fläche von 800 ha) und der von Hans Caspar von Bülow errichtete Wilhelminenhof befinden sich seit 1778 bis heute (Stand 2024) im Besitz der Grafen von Bülow. Das alte Kührener Herrenhaus wurde Mitte des 20. Jahrhunderts abgerissen und 1996 durch ein neues ersetzt.
Der Kührener Teich und der westliche Teil des Lanker Sees liegen im Gemeindegebiet. Dieser Teil ist Teil der beide europäischen NATURA 2000-Schutzgebiete FFH-Gebiet Lanker See und Kührener Teich und dem europäischen Vogelschutzgebiet „Lanker See“.

## Persönlichkeiten
- Detlev von Bülow, ab 1881 Graf von Bülow (* 1793 in Lübeck; † 1882 in Kühren), mecklenburgischer Forstbeamter, ab 1818 Herr auf Kühren